# Caricatura política en Colombia
Con el nombre de Caricatura de Colombia se refiere a toda la producción de este arte realizada en territorio de Colombia durante todos los siglos.

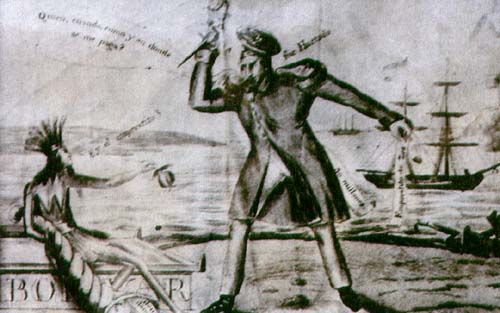

## Historia
La historia de la caricatura en Colombia, también está vinculada al desarrollo de la técnica del grabado, cada avance en la técnica de impresión trajo consigo una serie correspondiente de caricaturas. Como el desarrollo del grabado en Colombia no es continuo, la producción de caricaturas, especialmente en el siglo XIX, es esporádica; no obstante, se realizaron sátiras gráficas de sobresaliente calidad artística. 

### 1816-1870

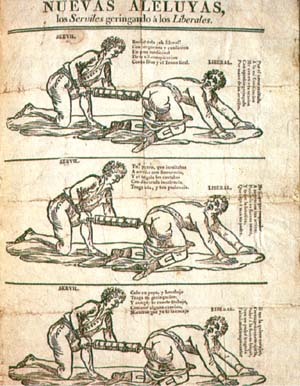
Las nuevas aleluyas. Un servil o bolivariano "jeringa" a un demagógico o liberal durante la Convención de Ocaña. Xilografía, 1829.

José María Espinosa, el abanderado de Antonio Nariño en la campaña del sur, prisionero en Popayán en 1816, durante la Primera República, cuando los españoles iniciaron la reconquista por el sur; se convirtió en el pionero del género, tras lograr un retrato burlesco de Laureano Gruesso, quién, representaba el poder español y decidía sobre la vida de los prisioneros. Fue este el primer paso de la caricatura con su actitud de reto satírico.
"Las nuevas aleluyas" es la caricatura más antigua que se conoce en el país y se produjo durante la Convención de Ocaña a raíz del enfrentamiento entre bolivarianos y santanderistas.
La alianza caricatura-litografía permitió en la década de 1830 un desarrollo inusitado. Carlos Casar Molina llegó al país contratado por Francisco Antonio Zea para imprimir papeles del gobierno y vales de la masonería y a pesar de ser conocido en principio como amigo de Santander, debió cambiar de opinión a partir de su instalación en Cartagena (centro del bolivarismo), pues posteriormente aparece como litógrafo de cuatro caricaturas contra el comandante Santander y Antonio Nariño, Simón Bolívar y principalmente Cristóbal Colón en el descubrimiento de América
Con estas litografías se fijaron dos polos iniciales de la caricatura política: Bogotá y Cartagena. También sus primeras víctimas: Santander y Obando. Esto sirvió a los primeros caricaturistas como inspiración para continuar con las demandas satíricas hechas a través de las litografías. En la década de 1840 el periodismo satírico tomó cierto auge, a medida que se progresaba en el campo de la imprenta. Aparecieron los sellos y las viñetas importados y los titulares ilustrados con grabados. 
Artistas reconocidos se vincularon a la caricatura política, como José María Espinosa, José Manuel Groot, Ramón Torres Méndez y Justo Pastor Lozada. Diferentes situaciones hicieron propicio el momento para la sática, como la expulsión de los jesuitas y el enfrentamiento entre liberales y conservadores a causa ella, el fin de la hegemonía conservadora, el triunfo de los radicales, la conformación de una fuerza política de artesanos y los debates sobre la nueva Constitución.
Periódicos reconocidos como El Día (1840-51), La Jeringa (1849) y El Neogranadino (1848-54) no resistieron la tentación de incluir caricaturas. Muchos artistas prefirieron el anonimato aunque algunas veces sus nombres se hicieron públicos. El vocablo "caricatura" apareció en periódicos y novelas; y las caricaturas causaron numerosos debates partidistas en torno a las cuestiones hechas a reconocidas figuras públicas.
esta malo no se lo que dice 

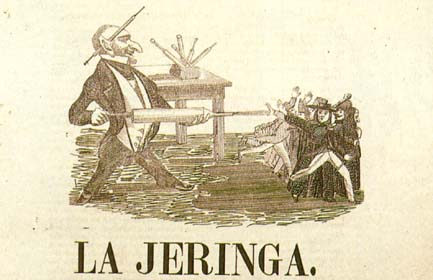
La jeringa. Los liberales se defienden de ironías conservadoras al triunfar José Hilario López Xilografía, noviembre de 1849.

José Manuel Groot, reconocido artista e historiador del siglo XIX, dibujó a los hombres del presidente durante el gobierno progresista de Mosquera, y lo siguieron otros artistas con el mismo fin de burlar el poder como: los Martínez y la figura estampada de Mariano Ospina Rodríguez disfrazado de jesuita y Torres Méndez y la burla de una pareja de democráticos.
El proyecto cumbre de esta etapa fue Los Matachines Ilustrados, periódico de producción conjunta de textos y caricaturas de diverso estilo, pero con el solo objetivo de molestar a los radicales y sus reformas constitucionales. Esta publicación dio ejemplo a otros sectores del país y así en 1862, con motivo del conflicto con Ecuador que culminó con la batalla de Cuaspud, se publicaron en Pasto xilografías burlescas contra Mosquera y sus embajadores.
no fue así

### 1870–1930: la edad de oro

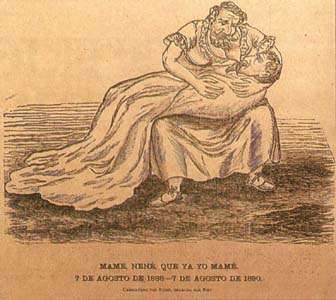
Mame, nené que ya yo mamé. Núñez encarga del poder a Carlos Holguín, a quien se acusa de aprovechar las salinas de Zipaquirá. El Zancudo, 10 de agosto de 1890.

La caricatura se consolidó solo a finales del siglo XIX. Ya existe una conciencia de su valor como arma: mientras efectivamente se luchaba en los campos, se imprimieron periódicos de caricatura destinados a la guerra mordaz entre los partidos. 
La claridad sobre el propósito de este tipo de publicaciones se hizo obvia con la gran cantidad de ellas: El Alcanfor (1877), de José Manuel Lleras; El Mochuelo (1877), de Alberto Urdaneta; El Amolador (1878), de Lázaro Escobar; El Fígaro (1882), del venezolano Salvador Presas; y particularmente El Loco (1890), El Zancudo (1890-91), El Barbero (1892) y una veintena más de periódicos del bumangués Alfredo Greñas. 
Alberto Urdaneta, el mayor exponente de la caricatura en el país fijó su interés en el radicalismo, que se había afianzado en el poder durante dos largas décadas. La administración Aquileo Parra fue su víctima. Urdaneta fundó una escuela de grabado, en la que entraría Greñas convencido de que quería aprender xilografía para ilustrar periódicos contra el gobierno regenerador. Así mismo lo hicieron José Ariosto Prieto de El Mago (1891-92) y Dario Gaitán del Mefistófeles (1897-1905). Núñez, Caro, Reyes y Marroquín sufrieron semanalmente el impacto de las efervescentes ilustraciones. 
La vida de los periódicos al parecer dependía de las elecciones, del sufragio. Greñas fue tal vez el único caricaturista sometido al destierro, debido a una ilustración que hizo saltar a Núñez de ira.
El comienzo de siglo fue recibido con un sinnúmero de publicaciones anónimas. Periódicos como Zig-Zag (1909-10) dieron ejemplo a las provincias: Bucaramanga, Cartagena, Manizales y Medellín se animaron a estampar caricaturas políticas.
Y luego, como novedad, nació el periódico Sansón Carrasco, que no se iba a ocupar únicamente del tema nacional, sino que amplió la caricatura a un campo que se había esbozado al finalizar el siglo: el antiimperialismo. 
A diferencia de muchos artistas vinculados al tema político y social, solo Pepe Gómez (hermano de Laureano Gómez) logró un compromiso ideológico notable al ponerse en contra de los presidentes conservadores: Concha, Suárez y Abadía Méndez. Posteriormente, uno de sus temas de interés fue el afán de los Estados Unidos por apoderarse del continente. Luego de su muerte, su importante contribución fue reconocida por la participación que tuvo en Sansón Carrasco (1911-13), Bogotá Cómico (1917-19), Semana Cómica (1920-25), Fantoches (1926-32), La Guillotina (1934), Anacleto (1935-36) y El Siglo (1936).
Durante esta época, también se destacó el antioqueño Ricardo Rendón, quien trabajó con un estilo único basado en simplificaciones. Según contemporáneos, sus retratos se adherían a las víctimas y las convertían en sátiras vivientes. Su suicidio ocurrido un año después del triunfo liberal dio matices de grandeza al oficio de caricaturista.
Con Gómez y Rendón termina el período más glorioso de la caricatura colombiana. En ese momento se dieron las condiciones para ejercer la oposición desde la mesa del dibujante, lo que permitió hacer efectiva la creencia de que la caricatura es capaz de tumbar gobiernos.